# George Raft
George Raft, nom de scène de George Ranft, né le 26 septembre 1901 à New York dans l'État de New York et mort le 24 novembre 1980 à Los Angeles en Californie, est un acteur américain. 

## Biographie
Né dans un quartier difficile de New York, le Hell's Kitchen, George Ranft est très vite confronté à la violence de la rue et noue des liens avec la pègre. En 1919, il devient danseur professionnel et se renomme à cette occasion George Raft. Il danse dans des clubs, fait des tournées. À la fin des années 1920, il entame sa carrière cinématographique avec des petits rôles de danseur.
En 1932, son rôle dans Scarface, où son personnage fait compulsivement tournoyer une pièce de monnaie, le rend célèbre. Désormais, il alterne au cinéma les rôles de danseur et ceux de gangster. Il joue notamment aux côtés d'Humphrey Bogart, d'Ida Lupino et d'Ann Sheridan dans le célèbre film noir Une femme dangereuse (They Drive by Night) de Raoul Walsh en 1939.
En 1941, il refuse des rôles dans Le Faucon maltais (The Maltese Falcon), La Grande Évasion (High Sierra) et Casablanca, trois films qui propulsent Humphrey Bogart sur le devant de la scène. Dès lors, sa carrière est sur le déclin. Il n'obtient plus d'aussi bons rôles qu'avant, à l'exception de son rôle de gangster dans Certains l'aiment chaud (Some Like It Hot) de Billy Wilder en 1959.
Après l'ouverture de l'hôtel Capri à La Havane dans un Cuba encore mafieux et pré-révolutionnaire en 1957, Raft est choisi pour représenter l'établissement en public lors de ses séjours sur l'île
Il fait une apparition lors de la scène finale du film Casino Royale en 1967, parodie des films d'espionnage de l'époque. En référence à son personnage de Scarface, on le voit faire tournoyer une pièce de monnaie entre ses doigts au beau milieu d'une bagarre.
Il termine sa vie comme employé du bureau de location de l'hôtel Riviera à Beverly Hills.
Il meurt de leucémie le 24 novembre 1980.

### Vie privée
George Raft se marie en 1923 mais se sépare très vite de sa femme, cette dernière refusant de divorcer, il dut lui verser 10 % de ses revenus pendant 46 ans jusqu'à son décès en 1970.

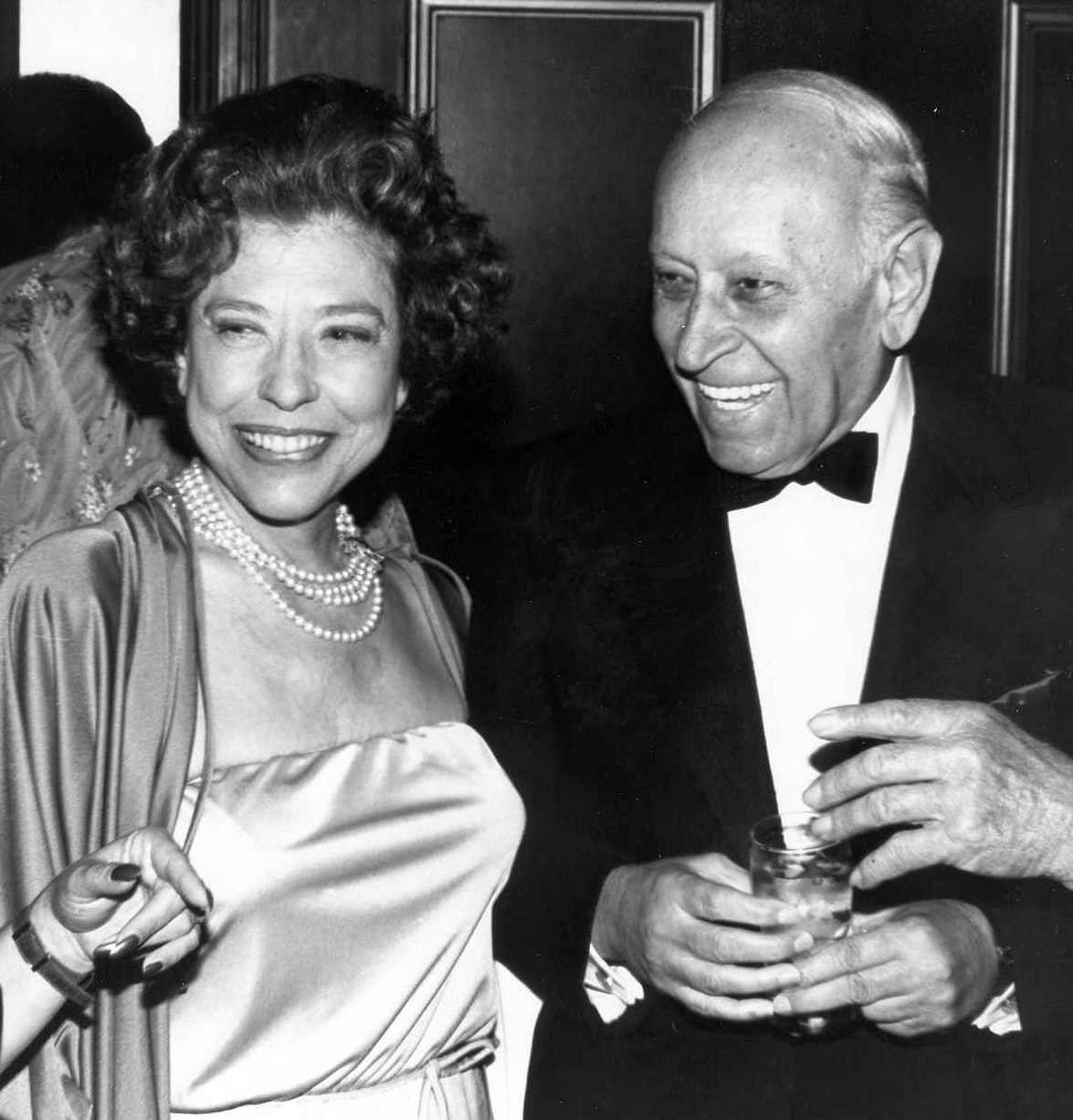
Judy Canova et George Raft en 1979.

## Filmographie

### Au cinéma
- 1929 : Queen of the Night Clubs (en) de Bryan Foy : Gigola
- 1929 : Gold Diggers of Broadway de Roy Del Ruth : danseur
- 1929 : Le Dernier Voyage (Side Street) de Malcolm St. Clair : danseur
- 1931 : Fortunes rapides (Quick Millions) de Rowland Brown : Jimmy Kirk
- 1931 : Goldie de Benjamin Stoloff : pickpocket
- 1931 : Hush Money de Sidney Lanfield : Maxie
- 1931 : Palmy Days d'A. Edward Sutherland : homme de main de Yolando
- 1932 : Taxi! de Roy Del Ruth : William Kenny
- 1932 : Les Danseurs dans la nuit (Dancers in the Dark) de David Burton : Louie Brooks
- 1932 : Scarface de Howard Hawks : Guino Rinaldo
- 1932 : Cabaret de nuit (Night World) de Hobart Henley : Ed Powell
- 1932 : Love Is a Racket de William A. Wellman : Sneaky (scènes supprimées)
- 1932 : Winner Take All de Roy Del Ruth
- 1932 : Madame Racketeer de Harry Wagstaff Gribble (en) et Alexander Hall : Jack Houston
- 1932 : Nuit après nuit (Night After Night) d'Archie Mayo: Joe Anton
- 1932 : Under-Cover Man (en) de James Flood : Nick Darrow
- 1932 : Si j'avais un million (If I Had a Million), film collectif : Eddie Jackson
- 1933 : Pick-Up (en) de Marion Gering : Harry Glynn
- 1933 : Club de Minuit (The Midnight Club) d'Alexander Hall : Nick Mason
- 1933 : Les Faubourgs de New York (The Bowery) de Raoul Walsh : Steve Brodie
- 1934 : All of Me de James Flood : Honey Rogers
- 1934 : Bolero de Wesley Ruggles : Raoul De Baere
- 1934 : El Matador (The Trumpet Blows) de Stephen Roberts : Manuel Lopez / Pancho Lopez
- 1934 : Mystères de Londres (Limehouse Blues) d'Alexander Hall : Harry Young
- 1935 : La Dernière Rumba (Rumba) de Marion Gering : Joe Martin
- 1935 : Stolen Harmony (en) d'Alfred L. Werker : Ray Angelo, alias Ray Ferraro
- 1935 : La Clé de verre (The Glass Key) de Frank Tuttle : Ed Beaumont
- 1935 : Every Night at Eight : Tops Cardona
- 1935 : Gosse de riche (She Couldn't Take It) de Tay Garnett : Ricardi
- 1936 : C'était inévitable (It Had to Happen) de Roy Del Ruth : Enrico Scaffa
- 1936 : Yours for the Asking d'Alexander Hall : Johnny Lamb
- 1937 : Âmes à la mer (Souls at sea) de Henry Hathaway :Powdah
- 1938 : Casier judiciaire (You and Me) de Fritz Lang : Joe Dennis
- 1938 : Les Gars du large (Spawn of the North) de Henry Hathaway : Tyler Dawson
- 1939 : The Lady's from Kentucky d'Alexander Hall : Marty Black
- 1939 : À chaque aube je meurs (Each Dawn I Die) de William Keighley : Hood Stacey
- 1939 : J'ai volé un million (I Stole a Million) de Frank Tuttle : Joe Lourik, alias Joe Harris
- 1939 : En surveillance spéciale (Invisible Stripes de Lloyd Bacon : Cliff Taylor
- 1940 : Destins dans la nuit (The House Across the Bay) d'Archie Mayo : Steve Larwitt
- 1940 : Une femme dangereuse (They Drive by Night) de Raoul Walsh : Joe Fabrini
- 1941 : L'Entraîneuse fatale (Manpower) de Raoul Walsh : Johnny Marshall
- 1942 : Broadway, de William A. Seiter
- 1943 : Intrigues en Orient .... Joe Barton
- 1944 : Hollywood Parade (Follow the boys) de A. Edward Sutherland : Tony West
- 1945 : La Grande Dame et le Mauvais Garçon (Nob Hill) .... Tony Angelo
- 1945 : Johnny Angel d'Edwin L. Marin : Johnny Angel
- 1946 : Tragique Rendez-vous (Whistle Stop) de Léonide Moguy : Kenny Veech
- 1946 : Mr. Ace d'Edwin L. Marin : Eddie Ace
- 1946 : Nocturne d'Edwin L. Marin : Joe Warner
- 1947 : Rendez-vous de Noël (Christmas Eve) d'Edwin L. Marin : Mario Volpi
- 1947 : Intrigue d'Edwin L. Marin : Brad Dunham
- 1948 : Race Street d'Edwin L. Marin : Dan Gannin
- 1949 : La Dernière Charge (Outpost in Morocco) de Robert Florey : capitaine Paul Gerard
- 1949 : L'Homme de main (Johnny Allegro) de Ted Tetzlaff : Johnny Allegro
- 1949 : Feu rouge (Red Light) de Roy Del Ruth : Johnny Torno
- 1949 : A Dangerous Profession de Ted Tetzlaff : Vince Kane
- 1950 : Nous irons à Paris de Jean Boyer : dans son propre rôle.
- 1950 : I'll Get You for This de Joseph M. Newman : Nick Cain
- 1952 : Escape Route de Seymour Friedman : Steve Rossi
- 1952 : Les Requins font la loi (Loan Shark) de Seymour Friedman : Joe Gargen
- 1953 : Le Secret de la casbah (Dramma nella Kasbah) de Ray Enright : Mike Canelli
- 1954 : Sur la trace du crime (Rogue Cop) de Roy Rowland : Dan Beaumonte
- 1954 : La Veuve noire (Black Widow) de Nunnally Johnson : C.A. Bruce
- 1955 : Un pruneau pour Joe (A Bullet for Joey) de Lewis Allen : Joe Victor (Steiner)
- 1956 : Le Tour du monde en quatre-vingts jours (Around the World in Eighty Days) de Michael Anderson : Le patron du saloon
- 1959 : Certains l'aiment chaud (Some Like It Hot) de Billy Wilder : Spats Colombo
- 1959 : Bagarre au-dessus de l'Atlantique (Jet Over the Atlantic) de Byron Haskin : Stafford
- 1960 : L'Inconnu de Las Vegas de Lewis Milestone : Jack Strager, propriétaire du casino
- 1961 : Le Tombeur  de ces dames (Ladies Man) de Jerry Lewis : Lui-même.
- 1962 : Two Guys Abroad de Don Sharp : copropriétaire night-club
- 1964 : For Those Who Think Young (en) de Leslie H. Martinson : inspecteur
- 1966 : Du rififi à Paname de Denys de La Patellière : Charles Binnaggio
- 1967 : Five Golden Dragons de Jeremy Summers : Dragon #3
- 1968 : Silent Treatment de Ralph Andrews
- 1968 : Madigan's Millions de Stanley Prager
- 1968 : Skidoo d'Otto Preminger : capitaine Garbaldo
- 1972 : Hammersmith Is Out de Peter Ustinov : Guido Scartucci
- 1978 : Sextette de Ken Hughes
- 1980 : Détective comme Bogart (The Man with Bogart's Face) de Robert Day : Petey Cane

### A la télévision
- 1953 : I'm the Law (série TV) : Lieutenant George Kirby.